# Paul Murisier
Paul Murisier, né le 16 juin 1879 à Vevey et mort dans la même ville le 7 février 1950, est un enseignant et directeur de musée vaudois.

## Biographie
Paul Murisier obtient une licence en sciences à Lausanne en 1900 et adhère à l'association d'étudiants Zofingue. En 1920, il passe son doctorat sur la pigmentation des poissons. Il commence par enseigner l'anatomie par intérim au gymnase de jeunes filles de Lausanne puis il nommé est maître de zoologie à l'école cantonale d'agriculture en 1920.
Assistant du professeur Henri Blanc à l'Université de Lausanne de 1900 à 1929, il est ensuite nommé directeur du laboratoire de zoologie et professeur extraordinaire de zoologie et d'anatomie comparée en 1929.
Cette même année, Paul Murisier succède au professeur Henri Blanc à la tête du musée cantonal de zoologie de Lausanne. Comme assistant, il en avait déjà organisé l'installation dans le palais de Rumine en 1906. Handicapé par une santé chancelante, il abandonne ses charges d'enseignement pour se consacrer entièrement à ce musée, créant une salle réservée à la faune régionale, élaborant une collection d'anatomie comparée, etc. Jusqu'en 1943, il œuvre au développement des collections, continue ses recherches et participe activement aux travaux de la Société vaudoise des sciences naturelles.

## Sources
- « Paul Murisier », sur la base de données des personnalités vaudoises sur la plateforme « Patrinum » de la Bibliothèque cantonale et universitaire de Lausanne.
- Olivier Robert, Francesco Panese, Dictionnaire des professeurs de l'Université de Lausanne dès 1890
- Paul-Emile Pilet Naturalistes et biologistes à Lausanne, p. 148
- R. Matthey, "Paul Murisier", in Bulletin de la Société vaudoise des sciences naturelles, 65/1851, p. 94-95